# Prunus cocomilia
Prunus cocomilia — вид квіткових рослин із підродини мигдалевих (Amygdaloideae).

## Біоморфологічна характеристика
Це колючий листопадний кущ чи невелике дерево до 5 метрів у висоту. 

## Поширення, екологія
Ареал: Італія (у т. ч. Сицилія), Мальта, Албанія, Хорватія, Чорногорія, Північна Македонія, Сербія, Греція, Туреччина, Ліван і Сирія?, Палестина?. Населяє живоплоти в горах Італії та на Балканах.

## Використання
Рослина збирається з дикої природи для місцевого використання в якості їжі. Фрукти їдять сирими чи приготовленими. Плоди ароматні, мають гіркий чи кислий смак. З листя можна отримати зелений барвник. З плодів можна отримати барвник від темно-сірого до зеленого. Цей вид є диким родичем мигдалю (Prunus dulcis), персика та нектарина (Prunus persica), терну (Prunus spinosa) та черешні (Prunus avium). Він також є третинним генетичним родичем сливи (Prunus domestica) та японської сливи (Prunus salicina), тому його можна використовувати як донора генів для покращення врожаю.